# 岳琪 (清朝宗室)
宗室岳琪（1829年—1891年），愛新覺羅氏，字小琴，清朝皇族、政治人物，同進士出身。
同治四年（1865年），登進士。光緒年間，特授改補館職翰林。光緒九年，任張家口監督。光緒十四年，任少詹事，后升任詹事。光緒十五年，任通政使。